# Купаловська (станція метро)
53°54′03″ пн. ш. 27°33′42″ сх. д. / 53.90083° пн. ш. 27.56167° сх. д.
Купа́ловська (біл. Купа́лаўская) — станція Автозаводської лінії Мінського метрополітену, розташована між станціями «Першотравнева» та «Неміга». Є пересадковою станцією на станцію «Жовтнева» Московської лінії. Відкрита 31 грудня 1990 року у складі першої черги Автозаводської лінії. Названа на честь Янки Купали, народного поета Білорусі.

## Конструкція
Односклепінна станція мілкого закладення, з однією острівною прямою платформою.

## Колійний розвиток
Станція без колійного розвитку.

## Виходи
Спільний з «Жовтневою» вихід розташований на проспекті Незалежності і веде до Жовтневої площі, Палацу Республіки, універмагу «ГУМ» й універсаму «Центральний». Другий вихід (південний) розташований у підземному переході на розі вулиць Маркса та Енгельса і веде до театру імені Янки Купали, Олександрівського скверу і резиденції Президента Республіки Білорусь.

## Фотогалерея

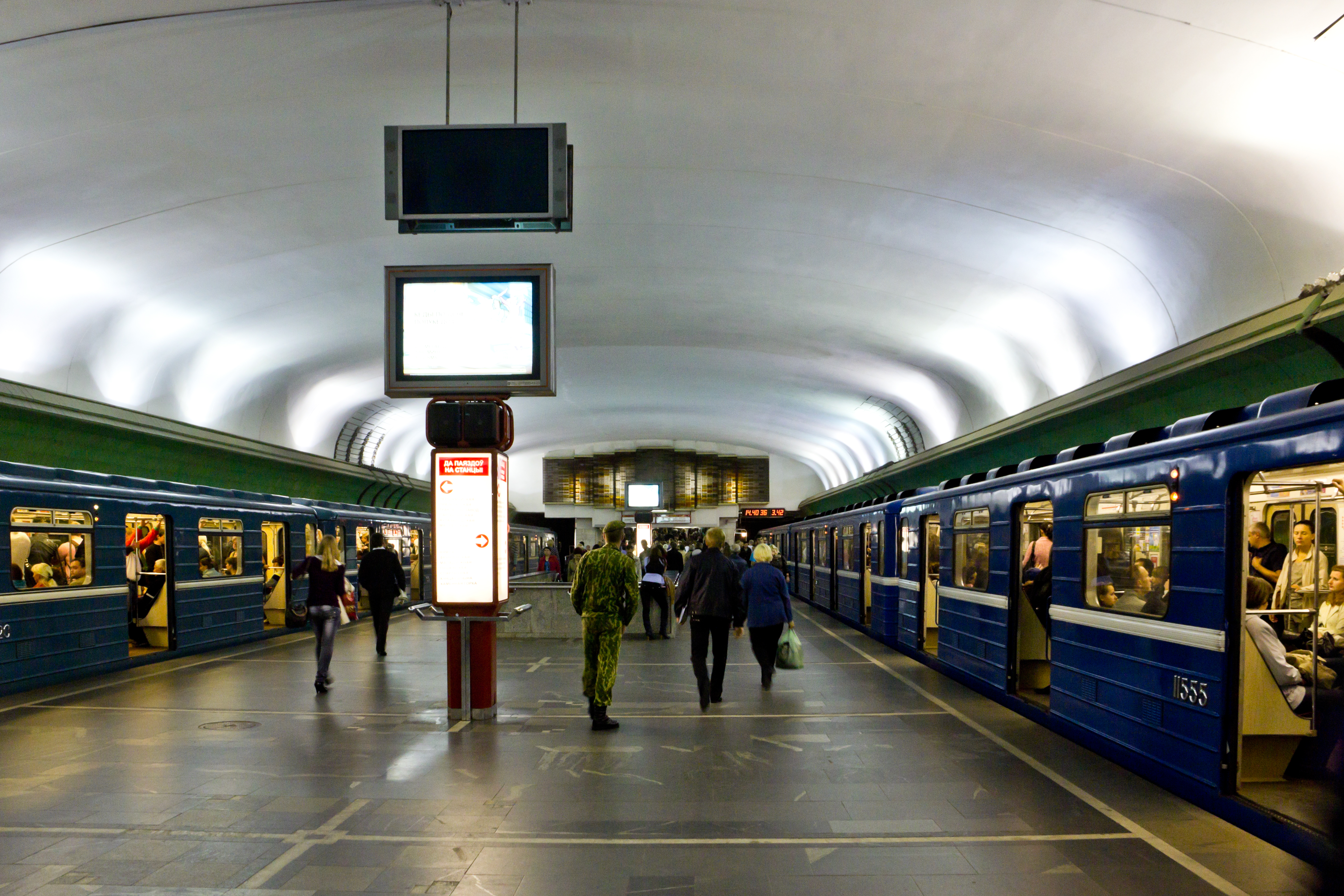
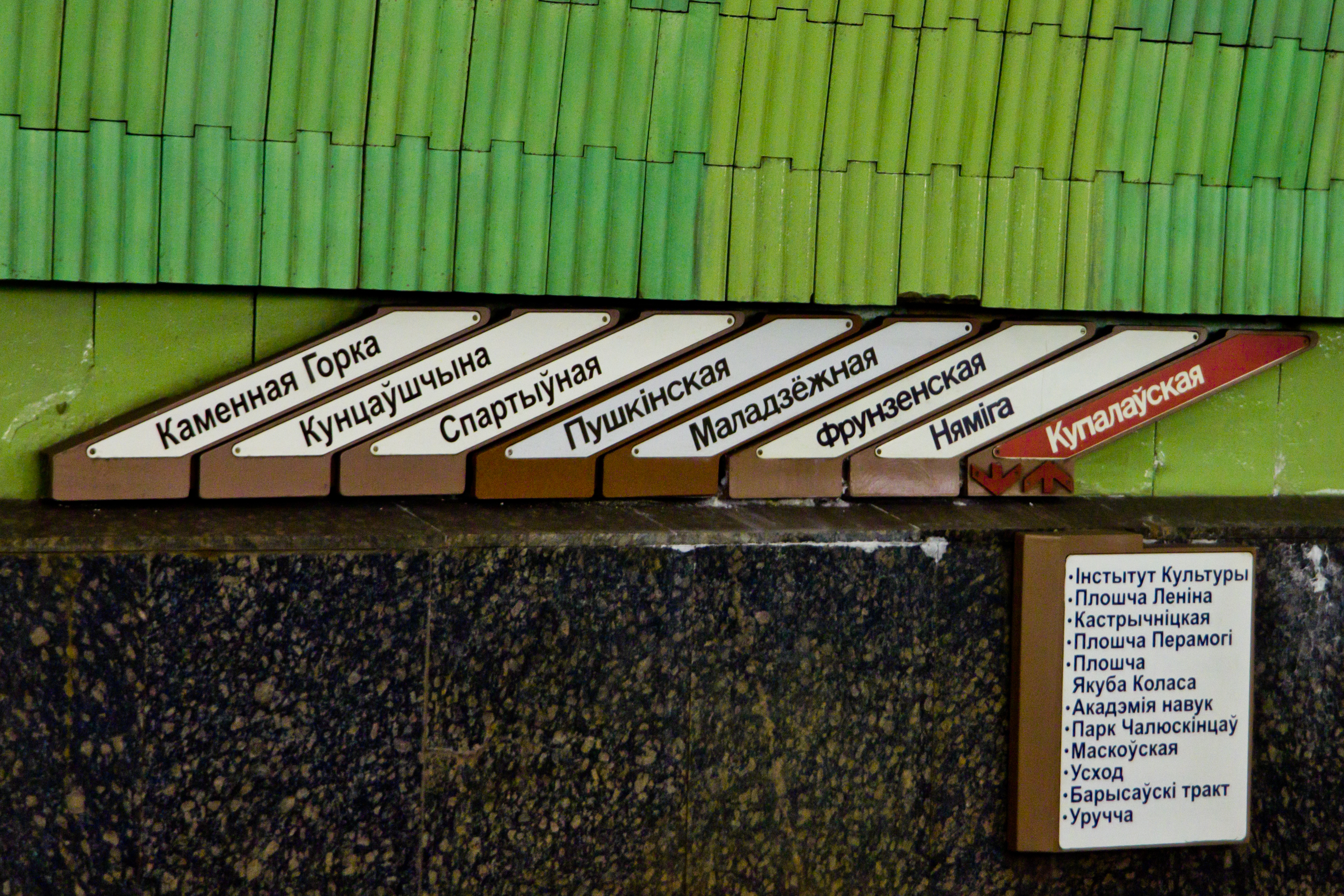
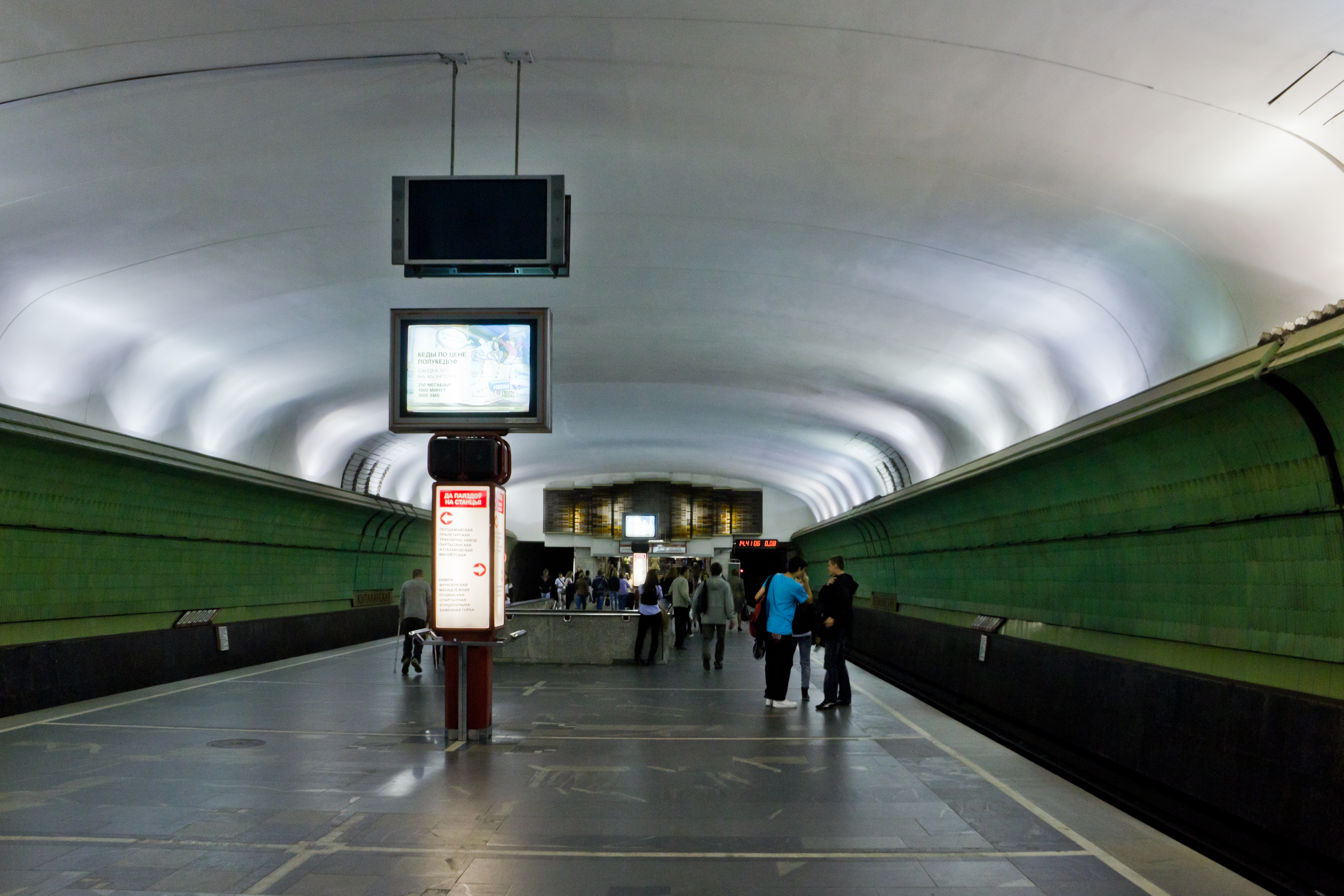
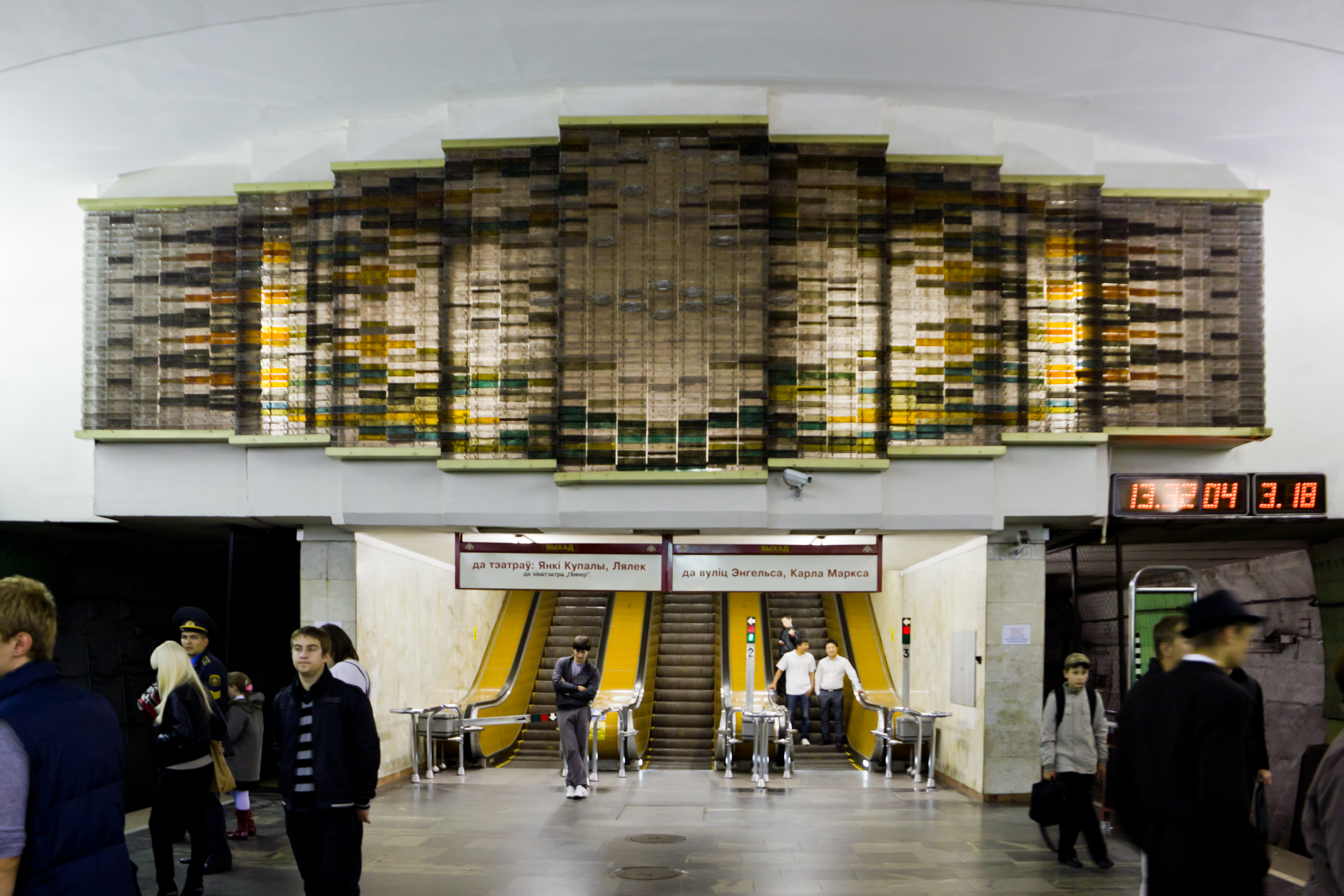

## Пересадки
- Метростанцію «Жовтнева»
- Автобуси: 100, 111, 115э